# Zębiełek karliczek
Zębiełek karliczek (Crocidura suaveolens) – gatunek ssaka z rodziny ryjówkowatych (Soricidae).

## Wygląd
Długość głowy i tułowia to od 5,3 do 8,2 cm, ogona od 2,4 do 4,8 cm. Masa ciała 3,0–7,5 g. Ubarwienie brunatno-brązowe, od strony brzusznej ochrowe, szarożółte.

## Występowanie
Europa i centralna Azja. Rzadko w Polsce Zachodniej (Pojezierze Pomorskie, Wielkopolska, Dolny Śląsk) oraz w Karpatach i na Podkarpaciu.

## Środowisko
Zasiedla rozmaite biotopy, głównie zbiorowiska krzaczaste i leśne, ogrody.

## Tryb życia
Aktywny przez całą dobę, zwłaszcza rano i wieczorem, z regularnymi przerwami. Żyje najczęściej na określonym terytorium. Ma dobrze rozwinięte zmysły węchu, słuchu i dotyku, znacznie słabiej wzrok. Do jego głównych wrogów należą sowy, lisy, łasice, koty.

## Rozród
3 lub 4 razy w ciągu roku po 1-6 młodych. Po upływie 10 dni młode otwierają oczy, a dojrzałość płciową uzyskują jeszcze tego samego roku. Rzadko żyją dłużej niż 2 lata.

## Pokarm
Owady i inne drobne bezkręgowce. Ilość zjadanego w ciągu dnia pokarmu równa jest masie ciała.

## Ochrona
W Polsce podlega częściowej ochronie gatunkowej.